# Barnovský mlýn
Barnovský mlýn (psáno také Barnovský Mlýn, nazývaný také německy Bernhauer Mühle či Schertzenmühle nebo Rödermühle) je zaniklý vodní mlýn a vodní pila (šindelka), které se nacházely na dolním konci zaniklé německé vesnice Barnov, na pravém břehu řeky Odry v pohoří Oderské vrchy / Vítkovská vrchovina ve vojenském újezdu Libavá v okrese Olomouc v Olomouckém kraji. Mlýn se nacházel nedaleko Barnovského mostu a Novooldřůvského mlýna. Mlýn již neexistuje a místo se nachází u mokřadů na okraji Barnovské přehrady. Protože se místo nachází ve vojenském prostoru, tak je veřejnosti, bez příslušného povolení, nepřístupné.

## Další informace
Barnovský mlýn na horní vodu měl číslo popisné 49 a nacházel se v současném katastrálním území Rudoltovice. Mlýn je zobrazován na staré mapě 1. josefského vojenského mapování (1764-1768). V roce 1745 byl mlynářem Kristián Klement. Další příjmení mlynářů působících na mlýně jsou Röder, Klement a Göttiger. V roce 1931 mlýn a pila vyhořely a nebyly již obnoveny a zůstal jen výměnek, kde rodina mlynáře bydlela až do roku 1936, kdy výměnek koupil Robert Mann a zřídil zde hájovnu. Po vysídlení německého obyvatelstva z Československa v roce 1946, byl v roce 1949 materiál z výměnku a mlýna použit ke stavbě domku ve Spálově. Voda vedla do mlýna náhonem. Vodní kola měla výkon 3,33 kW a 3,18 kW.
Na místě lze nalézt zbytky náhonu, zástavy a mokřady. Místo bývá také občasně zaplavováno rozvodněnou Odrou.
Dále po proudu řeky Odry se nachází další zaniklý mlýn Lhota, který také patřil k Barnovu.
Obvykle jednou v roce může být místo a jeho okolí přístupné veřejnosti v rámci populární cykloturistické akce Bílý kámen.

## Galerie

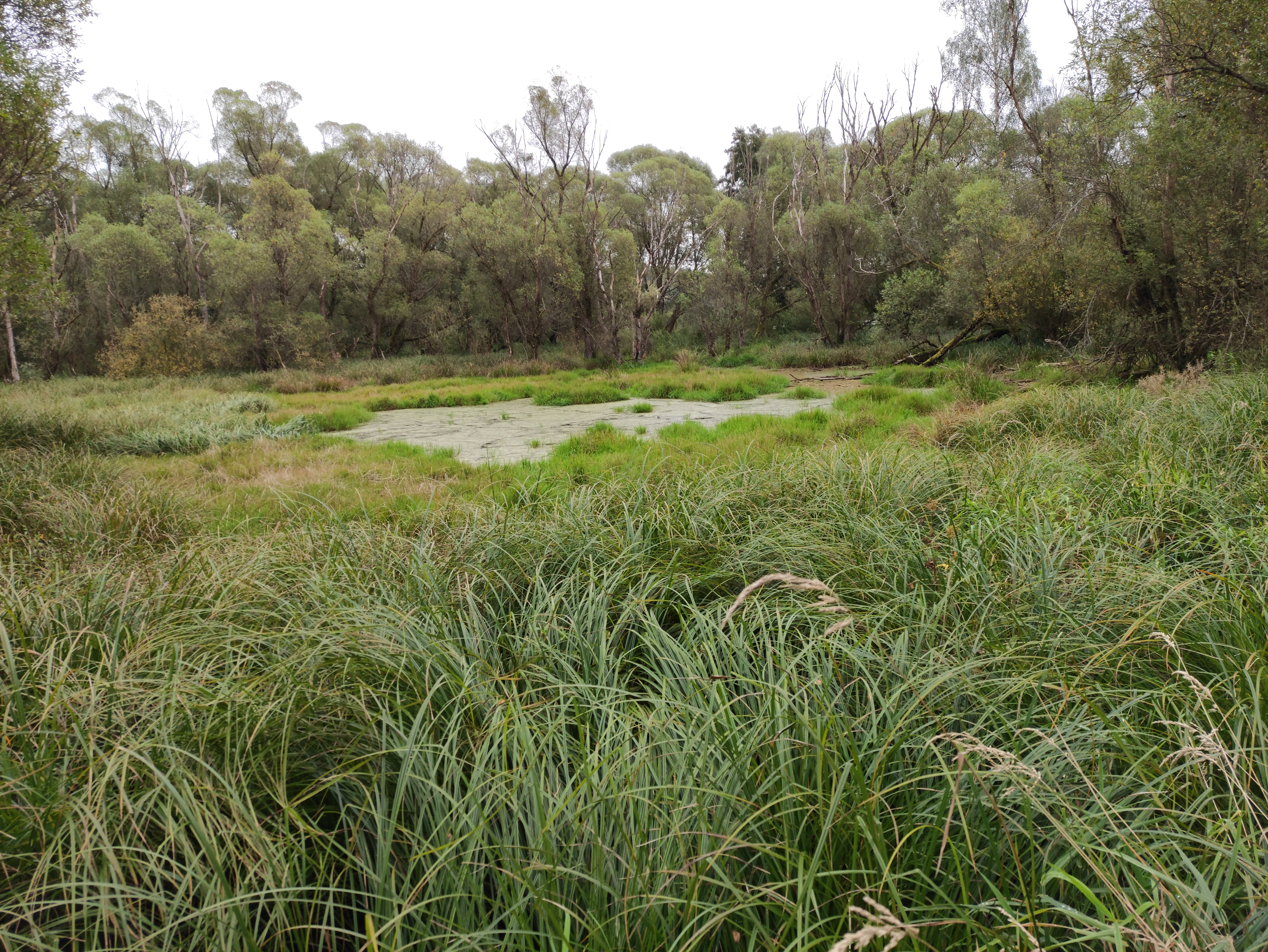
Mokřad na místě Barnovského mlýna
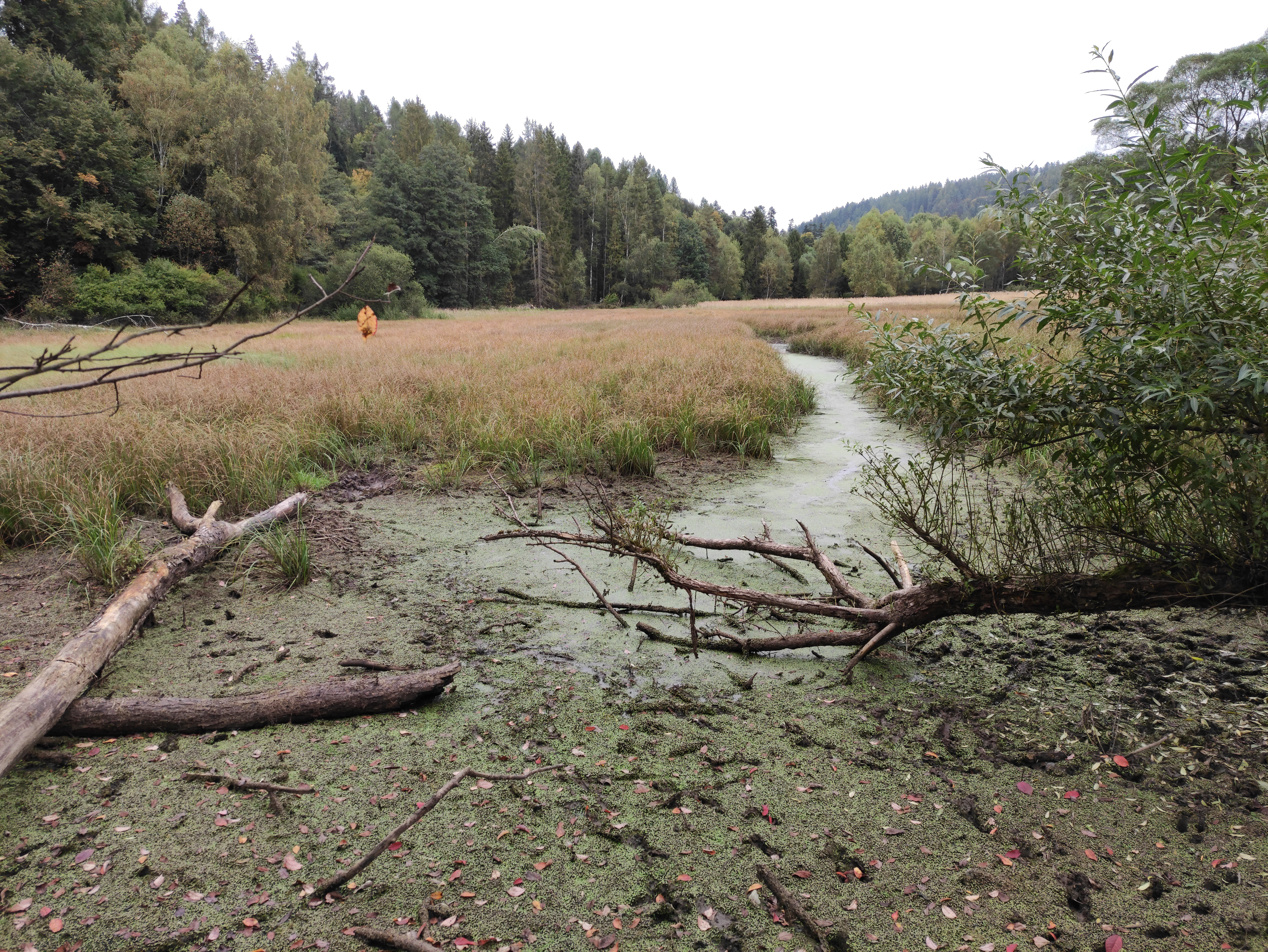
Mokřad v místě Barnovského mlýna